# Thomas Arnoldsen
Thomas Sommer Arnoldsen (født 11. januar 2002) er en dansk håndboldspiller, som spiller playmaker for Aalborg Håndbold i Herrehåndboldligaen. Han kom til klubben i 2023. Han har desuden repræsenteret de danske ungdomslandshold på både U/17- og U/19-niveau, og han har fra 2023 spillet på det danske A-landshold.

## Klubkarriere
Arnoldsen spillede fra sin allertidligste ungdom håndbold i Skanderborg Håndbold. Som 16-årig kom han på klubbens Elite Akademi (SHEA) og spillede her i tre år. Han var her med til at vinde DM-finalen med sit hold i 2019, og herefter blev han en del af klubbens seniorhold. Denne klub blev i en sammenlængning til Skanderborg Aarhus Håndbold, hvor Arnoldsen efter bare en enkelt sæson fik en kontrakt. I den følgende sæson blev han klubbens topscorer og valgt til årets talent i herreligaen. I juni 2022 skrev han så under på en treårig kontrakt med Aalborg Håndbold fra sommeren 2023. I HTH Ligaen 2021-22 blev han kåret til årets talent af Divisionsforeningen Håndbold. I sin første sæson i Aalborg blev han klubbens topscorer i ligaen med 128 mål i 26 kampe.
Fra 8. marts 2025 til 28. april tog han en pause fra håndbolden på grund af udbrændthed. Han vendte tilbage i en ligakamp mod Skanderborg AGF Håndbold.

## Landsholdskarriere
Arnoldsen spillede på flere af de danske ungdomslandshold, og han var blandt andet med til ungdoms-OL i Aserbajdsjan i 2019. Her var han dansk fanebærer ved åbningsceremonien, og Danmarks U/19-hold med Arnoldsen vandt ved legene bronze. Ved U/20-EM i håndbold 2022 i Portugal blev han valgt til All Star-holdet som bedste playmaker.
Han debuterede på det danske A-landshold i marts 2023, men efter blot to kampe og skiftet til Aalborg var Arnoldsen fysisk og mentalt slidt, så der gik derefter næsten et år, inden han igen var med på holdet. Han var dog klar igen til OL 2024 i Paris, og derfor med, da Danmark først vandt sin indledende pulje med lutter sejre. Efter snævre sejre over Sverige i kvartfinalen og Slovenien i semifinalen sikrede Danmark sig guldet med en sikker sejr over Tyskland i finalen med 39-26.

## Udmærkelser
- Årets Fund (2024)[11]